# ConRo-Schiff

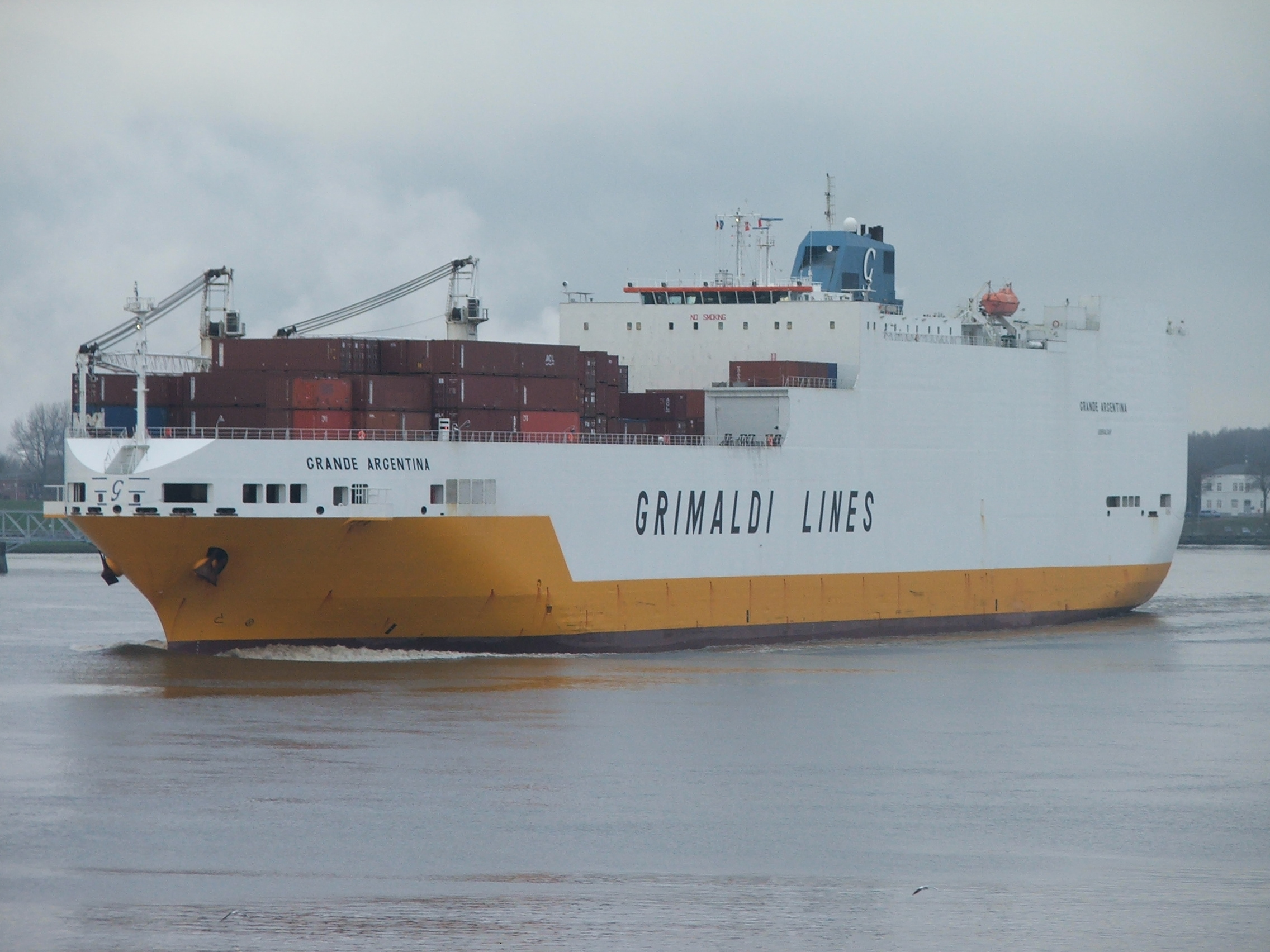
ConRo-Frachter Grande Argentina der italienischen Reederei Grimaldi, elbaufwärts fahrend

Das ConRo-Schiff (vom englischen Container RoRo) stellt einen Schiffstyp dar, mit dem gleichzeitig Container sowie RoRo-Ladung transportiert werden kann.
Der erste Vertreter dieses Schiffstyps war die von J. J. Sietas gebaute Hansa, die am 6. Juli 1967 abgeliefert wurde und für Teamline zwischen Hamburg und Stockholm zum Einsatz kam. Am 31. Juli 1967 folgte die deutlich größere Atlantic Span. Sie wurde bei den Rheinstahl Nordseewerken in Emden für die schwedische Reederei Atlantic Container Line gebaut. Die Atlantic Span wurde 1975 in Emden um 25,8 m verlängert und Ende 1987 in Kaohsiung abgebrochen.

## Laderaumanordnung
ConRo-Schiffe haben im Allgemeinen einen oder mehrere mit Cellguides ausgerüstete Luken bzw. Laderäume für den Transport von Containern. Weiterhin sind ConRo-Schiffe mit Trailer- und Autodecks verschiedener Höhen versehen, die über Bug- oder Heckrampen erreicht werden können. Oft sind zusätzlich noch Seitenpforten zu finden. Das oft vom RoRo-Bereich über eine weitere Rampe zu erreichende Wetterdeck kann meist ebenfalls mit Trailern und/oder Containern beladen werden.